# Liter
En liter (symbol L eller l) er en volumenenhed på en kubikdecimeter (dm3), og den svarer – omtrent – til det gamle danske rummål pot, som er 0,966 liter.
Det metriske system anvender liter som base-enhed. Enheden Liter indgår dog ikke i SI-systemet; enheden i SI-systemet er 0,001 m3 svarende til 1 dm3. 

## Symboler
Internationalt er der to officielle symboler for liter, lille l og stort L. 
Store L anvendes med det formål at undgå forveksling med tallet 1.

## Definition
En liter er defineret som en kubik-decimeter (dm3), så en liter = 0,001 m3, således er 1.000 liter = 1 m3

## SI-præfikser tilføjet liter
Literen kan anvendes sammen med SI-præfikser. Det hyppigst brugte er milliliter, som er defineret som en tusindedel af en liter (en kubikcentimeter), der er den mest brugte enhed i medicin og madlavning.
Andre enheder er angivet i tabellen nedenfor, hvor de mest brugte er fremhævet.
| Forskellige | Navn       | Symboler | Symboler | Sammenlignelig volumen | Sammenlignelig volumen     |         | Forskellige | Navn | Symboler | Symboler | Sammenlignelig volumen      | Sammenlignelig volumen |
| 100 L       | liter      | l        | L        | dm3                    | kubik-decimeter            |         |             |      |          |          |                             |                        |
| 101 L       | dekaliter  | dal      | daL      |                        |                            | 10–1 L  | deciliter   | dl   | dL       |          |                             |                        |
| 10² L       | hektoliter | hl       | hL       |                        |                            | 10–2 L  | centiliter  | cl   | cL       |          |                             |                        |
| 103 L       | kiloliter  | kl       | kL       | m3                     | kubik-meter                | 10–3 L  | milliliter  | ml   | mL       | cm3      | kubik-centimeter (cc)       |                        |
| 106 L       | megaliter  | Ml       | ML       | dam3                   | kubik-dekameter            | 10–6 L  | mikroliter  | µl   | µL       | mm3      | kubik-millimeter            |                        |
| 109 L       | gigaliter  | Gl       | GL       | hm3                    | kubik-hektometer           | 10–9 L  | nanoliter   | nl   | nL       | 106 µm3  | en-million kubik-mikrometer |                        |
| 1012 L      | teraliter  | Tl       | TL       | km3                    | kubik-kilometer            | 10–12 L | picoliter   | pl   | pL       | 103 µm3  | et-tusinde kubik-mikrometer |                        |
| 1015 L      | petaliter  | Pl       | PL       | 103 km3                | et-tusinde kubik-kilometer | 10–15 L | femtoliter  | fl   | fL       | µm3      | kubik-mikrometer            |                        |
| 1018 L      | exaliter   | El       | EL       | 106 km3                | en-million kubik-kilometer | 10–18 L | attoliter   | al   | aL       | 106 nm3  | en-million kubik-nanometer  |                        |
| 1021 L      | zettaliter | Zl       | ZL       | Mm3                    | kubik-megameter            | 10–21 L | zeptoliter  | zl   | zL       | 103 nm3  | et-tusinde kubik-nanometer  |                        |
| 1024 L      | yottaliter | Yl       | YL       | 103 Mm3                | et-tusinde kubik-megameter | 10–24 L | yoctoliter  | yl   | yL       | nm3      | kubik-nanometer             |                        |

## Madlavning
Inden for madlavning bruger man tit litermålet til afmåling af væsker, som f.eks. vand eller mælk. Der kan således stå "½ l mælk" i en opskrift. Ved køb af mejeriprodukter er litermålet meget brugt, f.eks. 1/4 l piskefløde. Både litermål og decilitermål er meget udbredte – sidstnævnte dog især i Danmark.
| Enhed     | Forkortelse | I andre enheder                                  | SI-enheder                         |
| --------- | ----------- | ------------------------------------------------ | ---------------------------------- |
| Knivspids | knsp.       | 1 knivspids = 0,25 ml (ca.)[kilde mangler]       | = 2,5·10-7 m3 (ca.)[kilde mangler] |
| Teske     | tsk.        | 1 tsk. = 5 ml = 20-24 knivspidser[kilde mangler] | = 5·10-6 m3[kilde mangler]         |
| Spiseske  | spsk.       | 1 spsk. = 15 ml = 3 tsk.[kilde mangler]          | = 1,5·10-5 m3[kilde mangler]       |
| Deciliter | dl          | 1 dl = 0,1 l = 6-7 spsk.[kilde mangler]          | = 1·10-4 m3                        |
| Liter     | l           | 1 l = 10 dl                                      | = 1·10-3 m3                        |
| Gram      | g           | 1.000 g = 1 kg                                   | = 1·10-3 kg                        |
| Kilogram  | kg          | 1 kg = 1.000 g                                   | = 1 kg                             |